# Born American

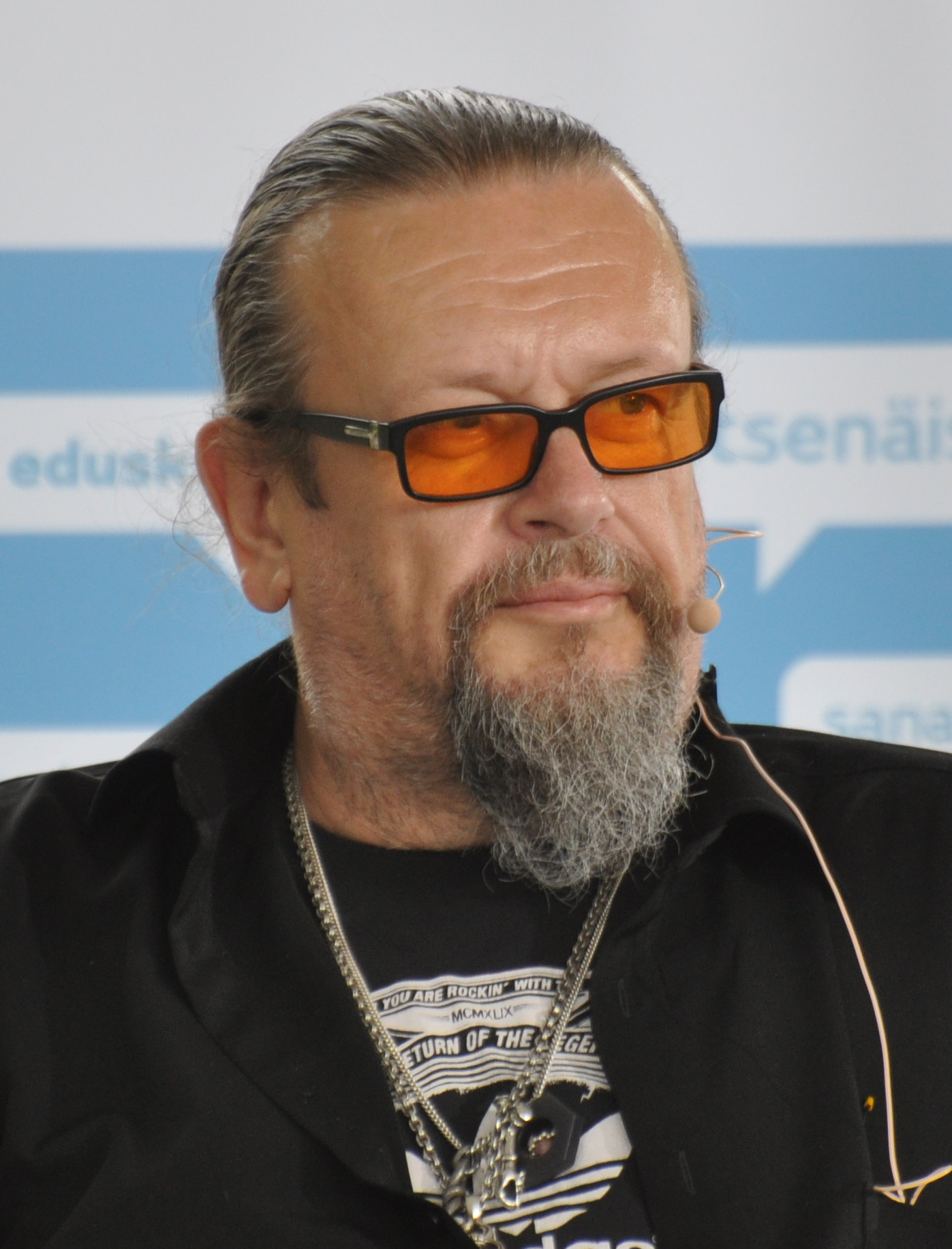
Filmens producent Markus Selin (f. 1960).

Born American (finsk originaltitel: Jäätävä polte, alternativ titel: Arctic Heat) är en finsk/amerikansk actionfilm från 1986 i regi av Renny Harlin. Filmen var Renny Harlins regidebut. Sverigepremiären ägde rum 4 april 1986.
Först var det meningen att kampsportsstjärnan Chuck Norris skulle medverka i filmen men han backade ur och istället gick rollen till hans son Mike Norris. Finska Valtion elokuvatarkastamo ("Statens filmgranskningsbyrå") förbjöd först filmen på grund av överdrivet våld och antisovjetiska inslag. Den kortades därefter ner med tre och en halv minut innan den kunde visas i Finland i december 1986. Diplomaten och författaren Juhani Suomi avslöjade 2008, i sin bok Kohti sinipunaa, att beslutet att först förbjuda filmen härrörde från en begäran från den sovjetiske ambassadören i Finland Vladimir Sobolev.

## Handling
Tre unga amerikanska turister går under en resa till Finland över gränsen till Sovjetunionen där de tillfångatas misstänkta för subversiv verksamhet och utsätts för tortyr. Ingen tror på killarna när de försöker hävda sin oskuld, och den amerikanska säkerhetstjänsten visar inget intresse att ingripa. Snart så inser de amerikanska turisterna att det inte längre handlar om att bli rentvådda och komma hem igen, utan om att överhuvudtaget överleva.

## Rollista i urval
| Mike Norris      | – Savoy                |
| Steve Durham     | – Mitch                |
| David Coburn     | – K.C.                 |
| Piita Vuosalmi   | – Nadja                |
| Vesa Vierikko    | – Kapsky               |
| Thalmus Rasulala | – amiralen             |
| Albert Salmi     | – amerikanskt sändebud |
| Laura Heimo      | – Irina                |